# サザンエアポート交通
サザンエアポート交通株式会社は、南海電気鉄道の連結子会社で南海グループに属するバス会社である。

## 概要
本社ならびに車庫を大阪府泉佐野市に置き、関西国際空港関連の従業員送迎バス、近隣ホテルの送迎バスなど一般貸切バス事業を営むバス会社である。設立は1973年12月22日となっている。公式ホームページ等は存在していない。

## 沿革
- 1973年12月22日：設立
- 1994年9月4日：関西国際空港が開港

## 営業所
- 本社営業所

　　所在地：大阪府泉佐野市長滝3963番地の1
　　保有車両：貸切バス15台